# Café Kockelmann
Café Kockelmann is een Nederlands praatprogramma van WNL dat sinds 6 september 2024 wordt uitgezonden op televisiezender NPO 2, gepresenteerd door Sven Kockelmann. In het programma zijn personen uit de actualiteit, politici en beleidsmakers te gast om de politieke week door te spreken, maar ook is er aandacht voor het verleden in de politiek en aanverwante zaken die met Den Haag van doen hebben. Thomas van Groningen fungeerde aanvankelijk als sidekick van Kockelmann en deelde zijn blik op het (politieke) nieuws van de week. Sinds 31 januari 2025 is Mats Akkerman sidekick.
Het programma vloeit voort uit de Politieke Vrijdag-uitzendingen van Op1, waar Kockelmann en Van Groningen ook bij betrokken waren, en maakt deel uit van een bredere nieuwe invulling van de praatprogramma's op de NPO-zenders vanaf augustus 2024. Andere nieuwe praatprogramma's die werden gelanceerd zijn Bar Laat, Carrie op Vrijdag, Eva en Dit is Tijs.

## Medewerkers

### Presentatoren
- Sven Kockelmann (2024–heden)

### Sidekicks
- Mats Akkerman (2025–heden)
- Thomas van Groningen (2024–2025)

## Bijzondere uitzendingen
- Op vrijdag 15 november 2024 zond Café Kockelmann tweemaal in de avond uit op NPO 1, naar aanleiding van het vertrek van staatssecretaris Nora Achahbar uit het kabinet-Schoof. Het eerste deel werd na het achtuurjournaal uitgezonden, waardoor Droomhuis Gezocht dat in eerste instantie op dat tijdstip was geprogrammeerd kwam te vervallen. Het tweede deel werd na Even tot hier ook op NPO 1 uitgezonden, in plaats van gebruikelijk op NPO 2. Hierdoor ruilde het programma van kanaal met MAX PubQuiz.
- Op vrijdag 30 mei 2025 werd het programma muzikaal afgesloten door gelegenheidsformatie Sven & The Kockelmanns. Hierin speelden presentator Sven Kockelmann, sidekick Mats Akkerman, zanger Tim Akkerman en vicepremier Eddy van Hijum het nummer The River van Bruce Springsteen.[3]
- Op zondag 22 juni 2025 werd een speciale uitzending ingelast op NPO 1 vanwege de Amerikaanse aanvallen op Iran. Hierdoor verschoof de aflevering van het programma Een buitengewoon gesprek dat op dat tĳdstip oorspronkelijk stond geprogrammeerd, met een week naar de volgende zondag.